# Rocco Grimaldi
Rocco Niccolas Grimaldi (* 8. Februar 1993 in Rossmoor, Kalifornien) ist ein US-amerikanischer Eishockeyspieler, der seit August 2025 beim SKA Sankt Petersburg aus der Kontinentalen Hockey-Liga (KHL) unter Vertrag steht und dort auf der Position des rechten Flügelstürmers spielt. Zuvor war Grimaldi unter anderem für die Florida Panthers, Colorado Avalanche und Nashville Predators in der National Hockey League (NHL) aktiv.

## Karriere
Rocco Grimaldi begann seine Laufbahn bei den Detroit Little Caesars, für die er in verschiedenen regionalen Nachwuchsligen spielte. In dieser Zeit wurde er von den Bradford Rattlers in der siebten Runde des GMHL Drafts 2008 als insgesamt 96. Spieler gedraftet, wechselte jedoch nie zu dieser Mannschaft. Im Jahr 2009 wechselte er in das USA Hockey National Team Development Program, das Nachwuchsprogramm des US-Eishockeyverbandes USA Hockey. Für die Mannschaft dieses Programms spielte er in der United States Hockey League und wurde 2011 für das All-Star-Game der Liga nominiert. Im Anschluss wurde er beim NHL Entry Draft 2011 von den Florida Panthers in der zweiten Runde an insgesamt 33. Position ausgewählt. Er wechselte jedoch zunächst nicht nach Sunrise, sondern nahm ein Studium an der University of North Dakota auf und spielte für deren Universitätsmannschaft, mit der er 2012 den Titel der Western Collegiate Hockey Association gewinnen konnte. Im Folgejahr wurde er sowohl in das All-Academic-Team als auch in das All-Rookie-Team der Conference gewählt.

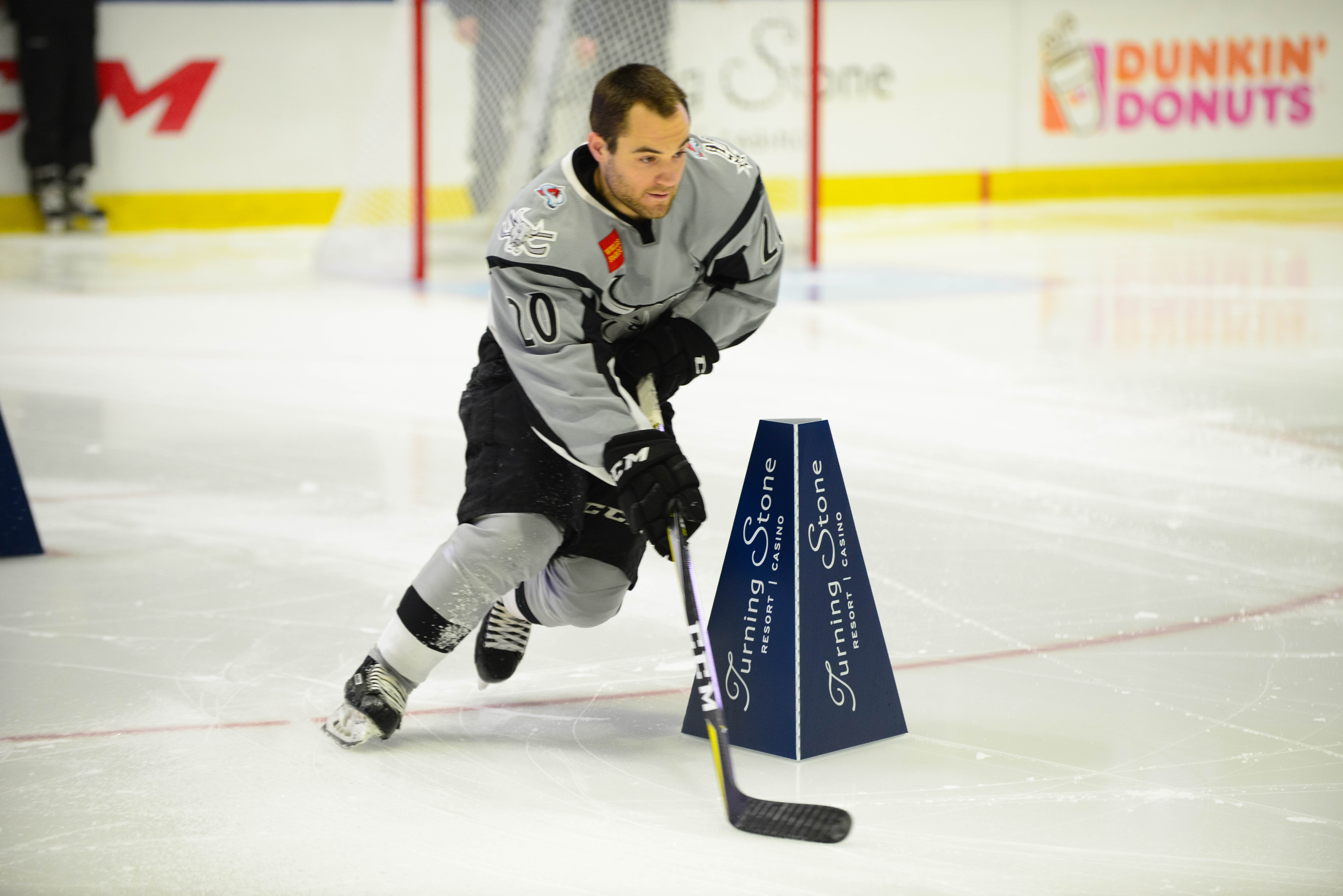
Grimaldi im Trikot der San Antonio Rampage (2018)

Zur Saison 2014/15 wechselte er dann tatsächlich zu seinem Draftverein in den Südwesten der Vereinigten Staaten, kam neben sieben NHL-Einsätzen für die Panthers aber überwiegend beim AHL-Klub San Antonio Rampage zum Einsatz. Mit dem Team aus Texas gewann er zwar die West Division der AHL, schied aber bereits in der ersten Playoff-Runde gegen die Oklahoma City Barons aus. Auch im Folgejahr wurde er neben vermehrten Einsätzen in der NHL in der AHL eingesetzt, nunmehr für das neue Farmteam der Panthers, die Portland Pirates. Zuvor war er beim KHL Junior Draft 2015 von Salawat Julajew Ufa in der fünften Runde als insgesamt 120. Spieler gezogen worden.
Nach zwei Jahren in der Organisation der Panthers wechselte Grimaldi im Juni 2016 im Tausch für Torwart Reto Berra zur Colorado Avalanche. Dort kam er vermehrt im Farmteam San Antonio Rampage zum Einsatz, für das er bereits während seiner Zeit bei den Florida Panthers aufgelaufen war. Im Juli 2018 schloss er sich als Free Agent den Nashville Predators an. Dort zeigte er gute Leistungen und kam vermehrt zu Einsätzen in der NHL. Am 25. März erzielte er beim 7:1-Erfolg gegen die Detroit Red Wings drei Tore innerhalb von 2:34 Minuten und stellte damit einen neuen Rekord für den schnellsten Hattrick in der Geschichte der Predators auf. Mit seinem vierten Tor im Schlussdrittel konnte er zudem den Rekord für die meisten Tore eines Spielers innerhalb eines Spiels einstellen. Nachdem sein auslaufender Vertrag über den Sommer 2022 hinaus nicht verlängert worden war, erhielt Grimaldi über ein Probeengagement bei den Anaheim Ducks zum Beginn der Spielzeit 2022/23 einen Kontrakt bei deren AHL-Kooperationspartner San Diego Gulls. Dort spielte er bis zum März 2023, ehe er an den Ligakonkurrenten Rockford IceHogs abgegeben wurde, wo er die Spielzeit beendete.
Im September 2023 wurde der Stürmer von den Chicago Wolves auf Probe verpflichtet. Am Ende der regulären Saison wurde er in das Second All-Star Team der Liga gewählt und hatte im Saisonverlauf am AHL All-Star Classic teilgenommen. Zur Saison 2024/25 wechselte Grimaldi für ein Jahr zum Ligakonkurrenten Cleveland Monsters, bevor er mit dem Wechsel zum SKA Sankt Petersburg aus der Kontinentalen Hockey-Liga (KHL) im August 2025 seine erste Station im europäischen Ausland antrat.

### International
Rocco Grimaldi vertrat sein Heimatland erstmals bei der World U-17 Hockey Challenge 2010, die er mit seinem Team gewinnen konnte. Er selbst war dabei Topscorer und bester Vorbereiter und wurde in das All-Star-Team des Turniers gewählt. Im selben Jahr nahm er auch an der U18-Weltmeisterschaft 2010 teil. Mit insgesamt 10 Scorerpunkten war er am Titelgewinn der US-Boys beteiligt. Im Folgejahr gelang ihm mit seinem Team die Titelverteidigung. 2013 konnte er auch mit der U20-Auswahl der USA Weltmeister werden. Er erzielte dabei die ersten beiden Tore seiner Mannschaft beim 3:1-Finalerfolg gegen Schweden.
Sein Debüt in der A-Nationalmannschaft feierte der Stürmer im Rahmen der Weltmeisterschaft 2023, als er mit dem Team den vierten Platz belegte. In zehn Turnierspielen sammelte Grimaldi 14 Scorerpunkte, darunter sieben Tore. Damit war er Topscorer des Turniers und wurde folglich ins All-Star-Team berufen.

## Erfolge und Auszeichnungen
- 2011 Teilnahme am USHL All-Star Game
- 2012 Broadmoor-Trophy-Gewinn mit der University of North Dakota
- 2013 WCHA All-Academic Team
- 2013 WCHA All-Rookie Team
- 2018 Teilnahme am AHL All-Star Classic
- 2024 Teilnahme am AHL All-Star Classic
- 2024 AHL Second All-Star Team

### International
- 2010 Goldmedaille bei der World U-17 Hockey Challenge
- 2010 Topscorer der World U-17 Hockey Challenge
- 2010 Bester Vorlagengeber der World U-17 Hockey Challenge
- 2010 All-Star-Team der World U-17 Hockey Challenge
- 2010 Goldmedaille bei der U18-Weltmeisterschaft
- 2011 Goldmedaille bei der U18-Weltmeisterschaft
- 2013 Goldmedaille bei der U20-Weltmeisterschaft
- 2023 Topscorer der Weltmeisterschaft
- 2023 All-Star-Team der Weltmeisterschaft

## Karrierestatistik
Stand: Ende der Saison 2024/25

### International
Vertrat die USA bei:

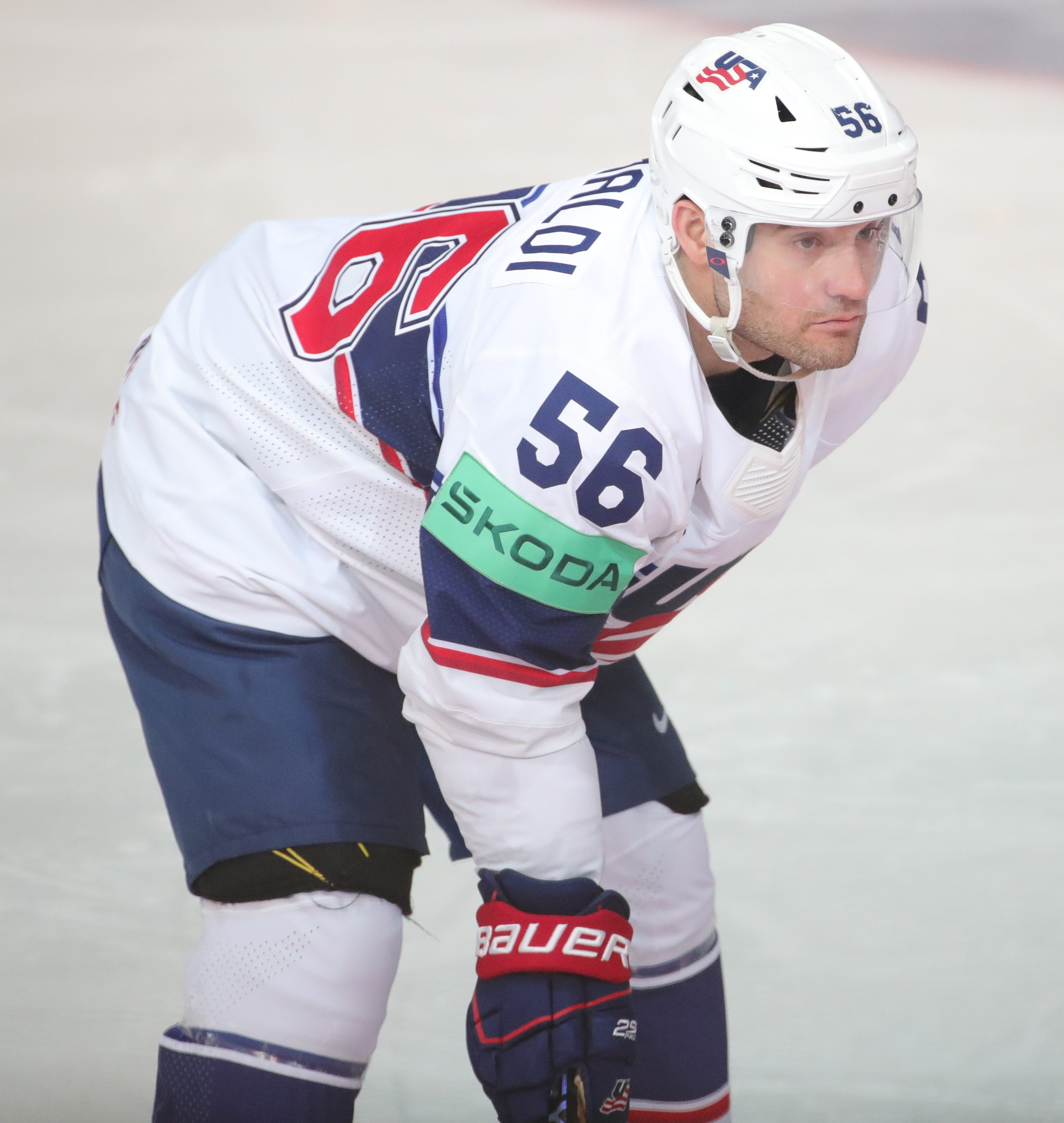
Grimaldi als Spieler der US-amerikanischen Nationalmannschaft (2023)

| - World U-17 Hockey Challenge 2010 - U18-Junioren-Weltmeisterschaft 2010 - U18-Junioren-Weltmeisterschaft 2011 | - U20-Junioren-Weltmeisterschaft 2013 - Weltmeisterschaft 2023 |

(Legende zur Spielerstatistik: Sp oder GP = absolvierte Spiele; T oder G = erzielte Tore; V oder A = erzielte Assists; Pkt oder Pts = erzielte Scorerpunkte; SM oder PIM = erhaltene Strafminuten; +/− = Plus/Minus-Bilanz; PP = erzielte Überzahltore; SH = erzielte Unterzahltore; GW = erzielte Siegtore; 1 Play-downs/Relegation; Kursiv: Statistik nicht vollständig)